# 河合美佳
河合 美佳（かわい みか、1981年1月29日 - ）は、北海道出身の元女優、元グラビアアイドル。本名、矢部 美佳（やべ みか）。1990年代後半から2000年代前半に芸能活動を行った。当時の所属事務所はサンクス→スリーポイント。
タレント・矢部美穂の実妹、矢部美希の実姉。父は地方競馬騎手であった矢部和夫（ただし美希については和夫の離婚後に出産しているため、和夫の子ではない異父姉妹）。義兄は美穂の夫である山林堂信彦。

## 略歴・人物
- デビュー時の芸名は河合 美佳だが、姉・矢部美穂との共演など、姉絡みの仕事の際は、本名の矢部 美佳を名乗ることが多かった。
- 1998年（平成10年）に芸名を本名に戻す。唯一の音楽作品『メランコリックブルー』は、姉の著書「蒼い告白」がアニメ化された際の主題歌である。
- 趣味は音楽鑑賞（特にパンク）、カラオケ、ギター演奏。特技はものまね。
- 元々歌手志望であったが、セールスが振るわず1作のみのCDリリースとなった。
- 2005年、芸能界を引退。
- 2008年1月16日、一般男性と結婚する事が報じられた[1]。グラビアアイドルとして活動する三女の美希を含めた矢部家三姉妹の中では、結婚一番乗りとなった。
- 芸能界引退後、しばらくの間、公の場に姿を見せなかったが、姉の矢部美穂のInstagramにて、矢部美穂の48歳の誕生日会に、久々に公の場に姿を現した[2][3]。

## 出演

### テレビドラマ
- 台東区の女（1996年、フジテレビ）
- 毛利元就（1997年、NHK）
- IT'sアクセス（1997年）レギュラー
- 早乙女千春の添乗報告書（2002年、TBS）戸田山広美 役

### オリジナルビデオ
- ウルトラセブン 太陽の背信（1998年、バップ）イナダ・マリ役
- 妹の目の前で犯されて― 姉妹～Sisters～（2007年3月7日、アウトビジョン）ASIN B000NQR9TG

### 舞台
- 笑うウッテンドール（2002年）
- 人魚姫（2002年）「矢部美佳」名義、矢部美穂と共演

## ビデオ・DVD
- Final beauty（1997年、竹書房）
- さみっと（2000年、英知出版）「矢部美佳」名義、矢部美穂と共演

## 音楽

### シングル
- メランコリックブルー（1997年）「矢部美佳」名義

## 書籍

### 写真集
- パイン・パイン（1997年、竹書房）
- さみっと（2000年、バウハウス）「矢部美佳」名義、矢部美穂と共演
- Mikaing（2001年、ケイエスエス）「矢部美佳」名義

## 備考
『河合美佳』と同名のフルート奏者がいるが、無関係である。